# Caliciviridae
Die Familie Caliciviridae (Caliciviren) umfasst derzeit vier Gattungen von unbehüllten Viren mit einer einzelsträngigen, linearen RNA mit positiver Polarität. Caliciviridae sind die Erreger verschiedener Erkrankungen beim Menschen und bei Tieren, darunter auch Kaninchen, Hasen, Schweine, Katzen, Mäuse, Rinder, Wale, Flossenfüßer (Robben) und Reptilien. Mit Ausnahme der Spezies der Gattung Vesivirus zeigen die jeweiligen Caliciviren ein enges Wirtsspektrum und können nur schwer von einer Wirtsspezies zu einer anderen übertragen werden.

## Morphologie

Schemazeichnung: Virionen der Familie Caliciviridae mit Triangulationszahl T=3 (groß) und T=1 (klein) – Querschnitt und Aufsicht

Die kugelförmigen Viruspartikel der Caliciviridae erscheinen bei Negativkontrastierung im TEM etwa 27 bis 40 nm im Durchmesser groß (Bild rechts mit 50-nm-Markierung), im Kryoelektronenmikroskop 35 bis 40 nm. Bei der Abbildung im TEM zeigen die Caliciviren eine kleine, kelchförmige Eindellung, von der sie ihren Namen erhielten (lat. calix: Becher, Pokal). Die Partikel sind unbehüllte Kapside, die aus 90 Dimeren des Haupt-Strukturproteins aufgebaut sind. Sie zeigen eine ikosaedrische T=3 Symmetrie.

## Genom
Das Genom der Caliciviridae ist monopartit (nicht-segmentiert) und besteht aus einem linearen ssRNA-Molekül positiver Polarität. Seine Größe beträgt 7,3 bis 8,3 kb (Kilobasen). Das 5'-Ende ist an ein VPg-Protein gebunden und das 3'-Ende ist polyadenyliert.

## Systematik

### Innere Systematik
- Familie Caliciviridae
  - Genus Bavovirus[4] (Hühner)
    - Spezies Bavaria virus (alias Hühner-Calicivirus)

  - Genus Lagovirus[5]
    - Spezies Rabbit Hemorrhagic Disease Virus
    - Spezies European brown hare syndrome virus

  - Genus Minovirus[6]
    - Spezies Minovirus A (veraltet Fathead minnow calicivirus, FHMCV, Amerikanische Dickkopfelritze Pimephales promelas)

  - Genus Nacovirus[7] (Hühner und Truthühner)
  - Genus Nebovirus (früher Becovirus, Nabovirus, Bovines Entero-Calicivirus, en. Bovine enteric calcivirus, Enteropathogenic bovine calicivirus)[8][9][10]
    - Spezies Newbury-1-Virus (englisch Newbury 1 virus)
      - Stamm NB

    - Spezies „Kırklareli Virus“[11]

  - Genus Norovirus[12]
    - Spezies Norwalk-Virus (NoV, 7 Genotypen)

  - Vorläufige Spezies des Genus Norovirus:
    - Spezies „Bovines Norovirus-CH126“
    - Spezies „Bovines Norovirus-Jena“ (kurz „Jena virus“)
    - Spezies „Humanes Norovirus-Alphatron“
    - Spezies „Humanes Norovirus Saitama“
    - Spezies „Murines Norovirus 1“
    - Spezies „Porcines Norovirus“ (Norovirus des Schweines)
    - Spezies „Norovirus der Auster“

  - Genus Recovirus (Rhesus enteric calicivirus, in Stuhlproben von Rhesusaffen nachgewiesen)[13][14]
    - Spezies Recovirus A[15]
      - Stamm Tulane-Virus (TV)[15][16]

  - Genus Salovirus[17] (Atlantischer Lachs Salmo salar)
  - Genus Sapovirus[18][12]
    - Spezies Sapporo-Virus (SaV, 6 Genotypen)

  - Vorläufige Spezies des Genus Sapovirus:
    - Spezies „Porcines Entero-Sapovirus“ (Cowden)
    - Spezies „Nerz-Entero-Sapovirus“

  - Genus Valovirus[19][20]
    - Spezies St-Valerien-Schweine-Virus englisch Saint Valerien virus, veraltet St-Valérien-like virus, SVV, bei Schweinen[21][22]

  - Genus Vesivirus[23]
    - Spezies Felines Calicivirus (en. Feline calicivirus, 2 Genotypen)
    - Spezies Vesikulärexanthem-Virus (en. Vesicular exanthema of swine virus, VEV oder VESV, Typusspezies), urspr. Erkrankung beim Schwein mit bislang 9 Stämmen (Subspezies):
      - Subspezies Bovines Calicivirus
      - Subspezies Wal-Calicivirus
      - Subspezies Primaten-Calicivirus
      - Subspezies Reptilien-Calicivirus
      - Subspezies San-Miguel-Seelöwenvirus (SMSV) Serotypen 1, 4, 17
      - Subspezies Calicivirus des Stinktieres
      - Subspezies Vesikulärexanthem-Virus Serotyp A48

    - Vorläufige Spezies der Gattung Vesivirus:
      - Spezies „Nerz-Calicivirus“
      - Spezies „Canines Calicivirus“
      - Spezies „Walross-Calicivirus“
- Vorläufige – mit Stand März 2019 noch nicht vom ICTV bestätigte – Gattungen:
  - Genus „Sanovirus“[24]
    - Spezies „Gänse-Calicivirus“

  - Genus „Secalivirus“[25]
    - Spezies „Sewage associated calici-like virus“ (SecaliV, gefunden im Abwasser, englisch sewage)
- Weitere vorgeschlagene Spezies innerhalb der Familie Calciviridae ohne Genuszuordnung (Auswahl):
  - „Fledermaus-Calicivirus“ (englisch „Bat calcivirus“)[26]

Für die innere Systematik gibt es verschiedene Vorschläge. Gemeinsamkeit ist, dass sich die Calciviridae in zwei Hauptgruppen teilen:
- „Sapovirus-Gruppe“: Genera Lagovirus, Nebovirus, Vesivirus und Sapovirus (mut typischem Aussehen der Virionen)
- „Norovirus-Gruppe“: Genus Norovirus zusammen mit weiteren vorgeschlagenen Genera (mit kleinen, rundlichen, strukturierten Virionen)

Das folgende Kladogramm basiert auf dem Vorschlag von Siqueira et al. (2018), ergänzt durch vorgeschlagene Genera nach Mikalsen et al. (2014):
|  | Norovirus                                                     |
|  |                                                               |
|  | \| \| „Tulanevirus“ \| \| \| \| \| \| „Recovirus“ \| \| \| \| |
|  |                                                               |
|  | „Tulanevirus“                                                 |
|  |                                                               |
|  | „Recovirus“                                                   |
|  |                                                               |

|  | „Tulanevirus“ |
|  |               |
|  | „Recovirus“   |
|  |               |

|  | Norovirus                                                     |
|  |                                                               |
|  | \| \| „Tulanevirus“ \| \| \| \| \| \| „Recovirus“ \| \| \| \| |
|  |                                                               |
|  | „Tulanevirus“                                                 |
|  |                                                               |
|  | „Recovirus“                                                   |
|  |                                                               |

|  | „Tulanevirus“ |
|  |               |
|  | „Recovirus“   |
|  |               |

|  | Nebovirus                                               |
|  |                                                         |
|  | \| \| Vesivirus \| \| \| \| \| \| Sapovirus \| \| \| \| |
|  |                                                         |
|  | Vesivirus                                               |
|  |                                                         |
|  | Sapovirus                                               |
|  |                                                         |

|  | Vesivirus |
|  |           |
|  | Sapovirus |
|  |           |

|  | Nebovirus                                               |
|  |                                                         |
|  | \| \| Vesivirus \| \| \| \| \| \| Sapovirus \| \| \| \| |
|  |                                                         |
|  | Vesivirus                                               |
|  |                                                         |
|  | Sapovirus                                               |
|  |                                                         |

|  | Vesivirus |
|  |           |
|  | Sapovirus |
|  |           |

|  | Norovirus                                                     |
|  |                                                               |
|  | \| \| „Tulanevirus“ \| \| \| \| \| \| „Recovirus“ \| \| \| \| |
|  |                                                               |
|  | „Tulanevirus“                                                 |
|  |                                                               |
|  | „Recovirus“                                                   |
|  |                                                               |

|  | „Tulanevirus“ |
|  |               |
|  | „Recovirus“   |
|  |               |

|  | Norovirus                                                     |
|  |                                                               |
|  | \| \| „Tulanevirus“ \| \| \| \| \| \| „Recovirus“ \| \| \| \| |
|  |                                                               |
|  | „Tulanevirus“                                                 |
|  |                                                               |
|  | „Recovirus“                                                   |
|  |                                                               |

|  | „Tulanevirus“ |
|  |               |
|  | „Recovirus“   |
|  |               |

|  | Nebovirus                                               |
|  |                                                         |
|  | \| \| Vesivirus \| \| \| \| \| \| Sapovirus \| \| \| \| |
|  |                                                         |
|  | Vesivirus                                               |
|  |                                                         |
|  | Sapovirus                                               |
|  |                                                         |

|  | Vesivirus |
|  |           |
|  | Sapovirus |
|  |           |

|  | Nebovirus                                               |
|  |                                                         |
|  | \| \| Vesivirus \| \| \| \| \| \| Sapovirus \| \| \| \| |
|  |                                                         |
|  | Vesivirus                                               |
|  |                                                         |
|  | Sapovirus                                               |
|  |                                                         |

|  | Vesivirus |
|  |           |
|  | Sapovirus |
|  |           |

Teilweise abweichende Vorschläge – ohne Berücksichtigung der puativen Gattungen – findet man in älteren Veröffentlichungen wie z. B.:
- Ian N. Clarke et al. (2017)[30]
- Ian N. Clarke et al. (2012)[31]
- Scipioni et al. (2008)[8]
- Espinosa et al. (2004)[32] – keine Abweichung zu Siqueira et al. (2018)

### Äußere Systematik
Koonin et al. haben 2015 die Caliciviridae taxonomisch (aufgrund ihrer Verwandtschaft) einer von ihnen postulierten Supergruppe „Picornavirus-like superfamily“ zugeordnet.
Die Mitglieder dieser vorgeschlagenen Supergruppe gehören verschiedenen Gruppen der Baltimore-Klassifikation an, in der Regel handelt es sich um einzelsträngige RNA-Viren positiver Polarität ((+)ssRNA, Baltimore-Gruppe 4), es sind aber auch – wie die Birnaviridae – doppelsträngige Vertreter (mit dsRNA gekennzeichnet, Baltimore-Gruppe 3) zu finden.
Dieser Vorschlag ist inzwischen abgelöst durch die Master species List #35 des ICTV vom März 2020 Eine Gegenüberstellung der Kladogramme findet sich bei Picornavirales §ICTV Master Species List #35.